# Zamia standleyi
Zamia standleyi, vrsta cikada iz porodice kijakovki (Zamiaceae). Zasad se vodi kao je endem iz Hondurasa.

## Ime
Vrsta je dobila ime po botaničaru Paulu C. Standleyju.

## Podrijetlo i stanište
Zamia standleyi nalazi se u sjevernim riječnim dolinama Hondurasa (provincije Colon, Atlantida, Yoro i Cortez), od San Pedro Sule prema istoku prema karipskoj obali, a zabilježeno je da se nalazi na istoku do Rio Platano. Daljnji terenski rad je neophodan kako bi se utvrdio puni opseg područja rasprostranjenosti vrste i proteže li se na susjedna područja u Gvatemali. Procjenjuje se da ova vrsta obuhvaća oko 5000 biljaka u divljini. Čini se da joj je najsrodnija Zamia splendens porijeklom iz Chiapasa, Meksiko, Zamia purpurea iz Veracruza i Oaxace, Meksiko, i Zamia cremnophila, vrsta s visećim listovima koja živi na liticama iz Tabasca, Meksiko.

## Opis
Zamia standleyi je mala do srednje velika vrsta s pernatim lučnim listovima koji podsjećaju na palme. Njegov podzemni kaudeks može doseći nešto više od 10 cm u promjeru, listovi su dugi do 100 cm i široki oko 60 cm, a boja lista je sjajno zelena. Listovi koji tek izniknu mogu biti zeleni ili brončanocrveni, a također mogu izgledati poput bijelog pahuljastog baršuna. Biljka je vrlo atraktivna, posebno crvenolisne jedinke, koje dugo zadržavaju svoju boju. Listići su sitno nazubljeni, ali ne pretjerano. Zamije su dvodomne, što znači da postoje odvojene muške i ženske biljke, a ženke proizvode sjeme, dok muške proizvode pelud. Ženski češeri se drže gotovo uspravno dok su muški naslonjeni na tlo, ali s uzlaznim vrhom. Potonji su tanji i manji u veličini od ženskih češera.

## Karakteristike razlikovanja
Zamia standleyi vrlo je osebujna zamija s lučnim listovima i izraženim spolnim dimorfizmom u habitusu češera koji ga izdvajaju od ostalih vrsta u rodu. Listići su linearni do duguljasto lancetasti, srpoliko zakrivljene s izrazito spinuloznim rubnim zupcima. Rahis bez bodlji. Zamia standleyi  jedina je vrsta u rodu kod koje listići imaju blagi zavoj paralelan s njihovom dužom osi.

## Stabljika (podanak ili kaudeks)
Podzemna, gomoljasta, okruglasta do repasta, promjera do 12 cm, kontinuirana s korijenom (ili korijenima) različitih oblika mrkve. Biljke vrste Z. vazquezii koje sazrijevaju često razvijaju višestruka debla.

## Listovi
Ima ih nekoliko (obično 1-5, ovisno o starosti, lokaciji i stanju biljke) 0,2-1 m dugi, blago do jako zaobljeni, bijeli tomentulozno crveni ili svijetlozeleni kada se kasnije šire svi su sjajno zeleni. Listići 10-15 pari, jednostavni, kožasti, linearni do duguljasto-lancetasti, nasuprotni do polunasuprotni, 20-45 cm dugi, 1,5-3,5 cm široki; vrh šiljast. Rub nazubljen, djelomično nabran, rubni zupci fino bodljikavi, 0,5-4,0 mm dugi. Peteljka više ili manje bodljikava, osobito bliže dnu peteljke, duga 10-55 cm, bodlje ravne, duge do 5 mm; baza peteljke lukovičasta u većim listovima. Rahis bez bodlji.

## Katafili
Katafili (to je modificirani list, znatno reduciran i zadebljan, služi za zaštitu apikalnog meristema kod zamija nastalih u izbijanju prije izbijanja češera ili lišća) su listasti, izduženi trokutasti, oni koji prethode formiranju češera s dugim uvrnutim šiljastim vrhom, bez stipula, dugi 5-11 cm, široki 0,9-1,5 cm; katafili koji prethode formiranju lista su trokutasti, stipulirani, 3,5-5 cm dugi, 1,4-2,6 cm široki.

## Muški češeri
Cilindrični, spušteni do polegli, boje kave, 7-8 cm dugi, 1,5-2 cm u promjeru; mikrosporofili klinasti, heksagonalno-sječeni. Peludne vrećice sferoidalne, (14) 16 (18) po sporofilu, odvajaju se uzdužnim šavovima. Peteljka puberulentna, duga 2-4 cm.

## Ženski češeri
Klinasti, distalni krajevi šesterokutno-odrezani s kratkom šesterokutnom-odsječenom izbočinom. Ovule dvije po megasporofilu.

## Sjeme
1,6 cm dugo, 1,0 cm široko, sarcotesta losos ružičasto koje u zrelosti postaje svijetlo grimizno.

## Broj kromosoma
2n = 16.